# Бжозово (Поморське воєводство)
Бжозово (пол. Brzozowo) — село в Польщі, у гміні Ліпниця Битівського повіту Поморського воєводства.
Населення — 147 осіб (2011).
У 1975-1998 роках село належало до Слупського воєводства.

## Демографія
Демографічна структура станом на 31 березня 2011 року:
|          | Загалом | Допрацездатний вік | Працездатний вік | Постпрацездатний вік |
| -------- | ------- | ------------------ | ---------------- | -------------------- |
| Чоловіки | 86      | 23                 | 54               | 9                    |
| Жінки    | 61      | 8                  | 32               | 21                   |
| Разом    | 147     | 31                 | 86               | 30                   |